# Haplopteris modesta
Haplopteris modesta là một loài dương xỉ trong họ Pteridaceae. Loài này được Hand.-Mazz. E.H. Crane mô tả khoa học đầu tiên năm 1997.